# Міка (Арджеш)
Міка (рум. Mica) — село у повіті Арджеш у Румунії. Входить до складу комуни Басков.
Село розташоване на відстані 117 км на північний захід від Бухареста, 9 км на захід від Пітешть, 97 км на північний схід від Крайови, 108 км на південний захід від Брашова.

## Населення
За даними перепису населення 2002 року у селі проживала 601 особа, усі — румуни. Усі жителі села рідною мовою назвали румунську.